# Landsbygdsorter i Mahiljoŭs voblast
I Republiken Vitryssland bestäms kriterierna för ortskategorierna genom Republiken Vitrysslands lag den 5 maj 1998 № 154-Z ”Om administrativa och territoriella uppdelningen och om ordningen för att lösa frågor om den administrativa och territoriella anordningen i Republiken Vitryssland”.
Landsbygdsorter är indelade i följande underkategorier:
- agropoliser (vitryska, pl: аграгарадкі eller ahraharadki; sing: аграгарадок eller ahraharadok) – utvecklade orter med tillverknings- och socialinfrastruktur realiserande statliga sociala miniminormer för deras befolkning och för invånare i de omgivande områdena;
- samhällen (vitryska, pl: пасёлкі eller pasiolki; sing: пасёлак eller pasiolak), byar (vitryska, pl: вёскі eller vioski; sing: вёска eller vioska) – orter med tillverknings- och socialinfrastruktur som inte är agropoliser;
- ensamgårdar (vitryska, pl: хутары eller chutary; sing: хутар eller chutar) – orter som inte är agropoliser, byar eller samhällen.

## Karta över de största landsbygdsorterna i Mahilioŭ voblasć
Landsbygdsorter med folkmängd:
|  | – 2 000 och mera        |
|  | – från 1 000 till 1 999 |

## Antal landsbygdsorter och folkmängd
Den 14 oktober 2009 (folkräkning) fanns det i Mahiljoŭs voblast 3 044 landsbygdsorter, däribland:
| Folkmängd             | Antal | Antal i procent | Personer | Personer i procent |
| --------------------- | ----- | --------------- | -------- | ------------------ |
| 2 000 och mera        | 1     | 0,03 %          | 2 419    | 0,91 %             |
| från 1 000 till 1 999 | 21    | 0,69 %          | 31 357   | 11,78 %            |
| från 500 till 999     | 89    | 2,92 %          | 57 595   | 21,64 %            |
| från 200 till 499     | 271   | 8,90 %          | 85 179   | 32,01 %            |
| från 100 till 199     | 211   | 6,93 %          | 29 495   | 11,08 %            |
| från 50 till 99       | 392   | 12,88 %         | 27 357   | 10,28 %            |
| från 20 till 49       | 695   | 22,83 %         | 22 318   | 8,39 %             |
| från 10 till 19       | 493   | 16,20 %         | 6 927    | 2,60 %             |
| från 5 till 9         | 378   | 12,42 %         | 2 649    | 1,00 %             |
| från 2 till 4         | 259   | 8,51 %          | 757      | 0,28 %             |
| 1                     | 73    | 2,40 %          | 73       | 0,03 %             |
| utan befolkning       | 161   | 5,29 %          | 0        | 0,00 %             |
| Summa                 | 3 044 | 100,00 %        | 266 126  | 100,00 %           |

Den 1 januari 2016 fanns det kvar 2 997 landsbygdsorter.

## Lista över de största landsbygdsorterna i Mahiljoŭ voblast
| Nr | Vapen | Namn (latinskt)            | Namn (kyrilliskt) | Status (2009) | Status (2016) | Distrikt (rajon)   | Folkmängd (folkräkning, 2009) |
| -- | ----- | -------------------------- | ----------------- | ------------- | ------------- | ------------------ | ----------------------------- |
| 1  |       | Bujnitjy                   | Буйнічы           | samhälle      | −             | Mahiljoŭ rajon     | 2 419                         |
| 2  |       | Mysjkavitjy                | Мышкавічы         | by            | agropolis     | Kiraŭski Rajon     | 1 889                         |
| 3  |       | Chodasy                    | Ходасы            | by            | agropolis     | Mstsislaŭski Rajon | 1 854                         |
| 4  |       | Lapitjy                    | Лапічы            | by            | agropolis     | Asipovitski Rajon  | 1 782                         |
| 5  |       | Kadino (ort i Vitryssland) | Кадзіна           | by            | agropolis     | Mahiljoŭ rajon     | 1 781                         |
| 6  |       | Uschod                     | Васход            | samhälle      | agropolis     | Mahiljoŭ rajon     | 1 775                         |
| 7  |       | Tsimanava                  | Ціманава          | by            | agropolis     | Klimavitski Rajon  | 1 764                         |
| 8  |       | Mjazjysiatki               | Мяжысеткі         | by            | agropolis     | Mahiljoŭ rajon     | 1 701                         |
| 9  |       | Vejno                      | Вейна             | by            | agropolis     | Mahiljoŭ rajon     | 1 684                         |
| 10 |       | Palykavitjy Persjyja       | Палыкавічы        | by            | agropolis     | Mahiljoŭ rajon     | 1 615                         |
| 11 |       | Bujnitjy                   | Буйнічы           | by            | agropolis     | Mahiljoŭ rajon     | 1 596                         |
| 12 |       | Dasjkaŭka                  | Дашкаўка          | by            | agropolis     | Mahiljoŭ rajon     | 1 567                         |
| 13 |       | Lenina                     | Леніна            | by            | agropolis     | Horatski Rajon     | 1 481                         |
| 14 |       | Tsel                       | Цэль              | by            | by            | Asipovitski Rajon  | 1 414                         |
| 15 |       | Veramejki                  | Верамейкі         | agropolis     | agropolis     | Tjerykaŭ rajon     | 1 374                         |
| 16 |       | Ramanavitjy                | Раманавічы        | by            | agropolis     | Mahiljoŭ rajon     | 1 306                         |
| 17 |       | Trylesina                  | Трылесіна         | by            | agropolis     | Drybinski Rajon    | 1 247                         |
| 18 |       | Višoŭ                      | Вішоў             | by            | agropolis     | Bjalynitski Rajon  | 1 232                         |
| 19 |       | Zjylitjy                   | Жылічы            | samhälle      | agropolis     | Kiraŭski Rajon     | 1 131                         |
| 20 |       | Tuholitsa                  | Туголіца          | samhälle      | samhälle      | Babrujsk rajon     | 1 088                         |
| 21 |       | Tsisjoŭka                  | Цішоўка           | by            | by            | Mahiljoŭ rajon     | 1 054                         |
| 22 |       | Pudaŭnja                   | Пудаўня           | by            | agropolis     | Drybinsk rajon     | 1 022                         |

## Bildgalleri

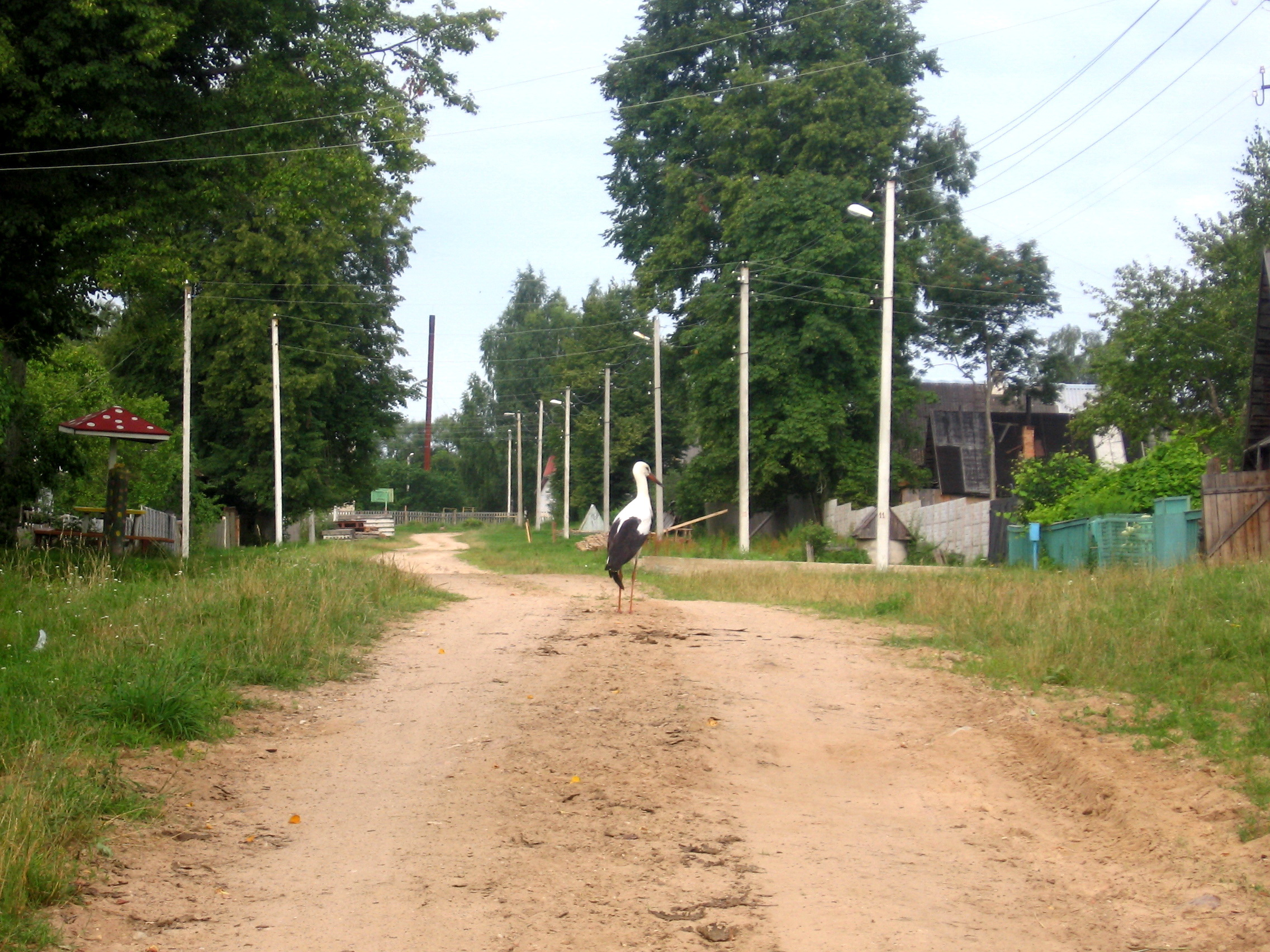
Lipen
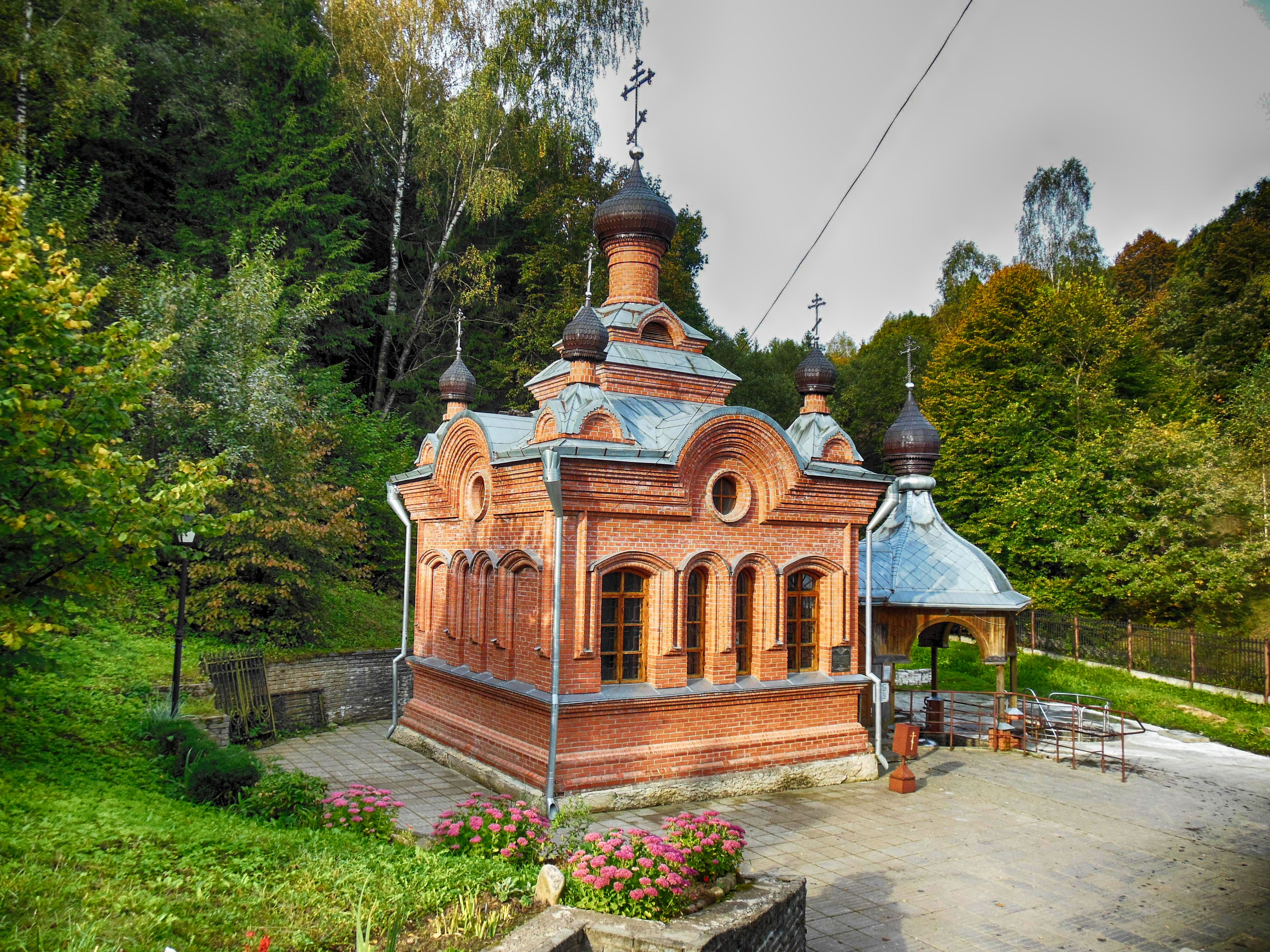
Palykavičy
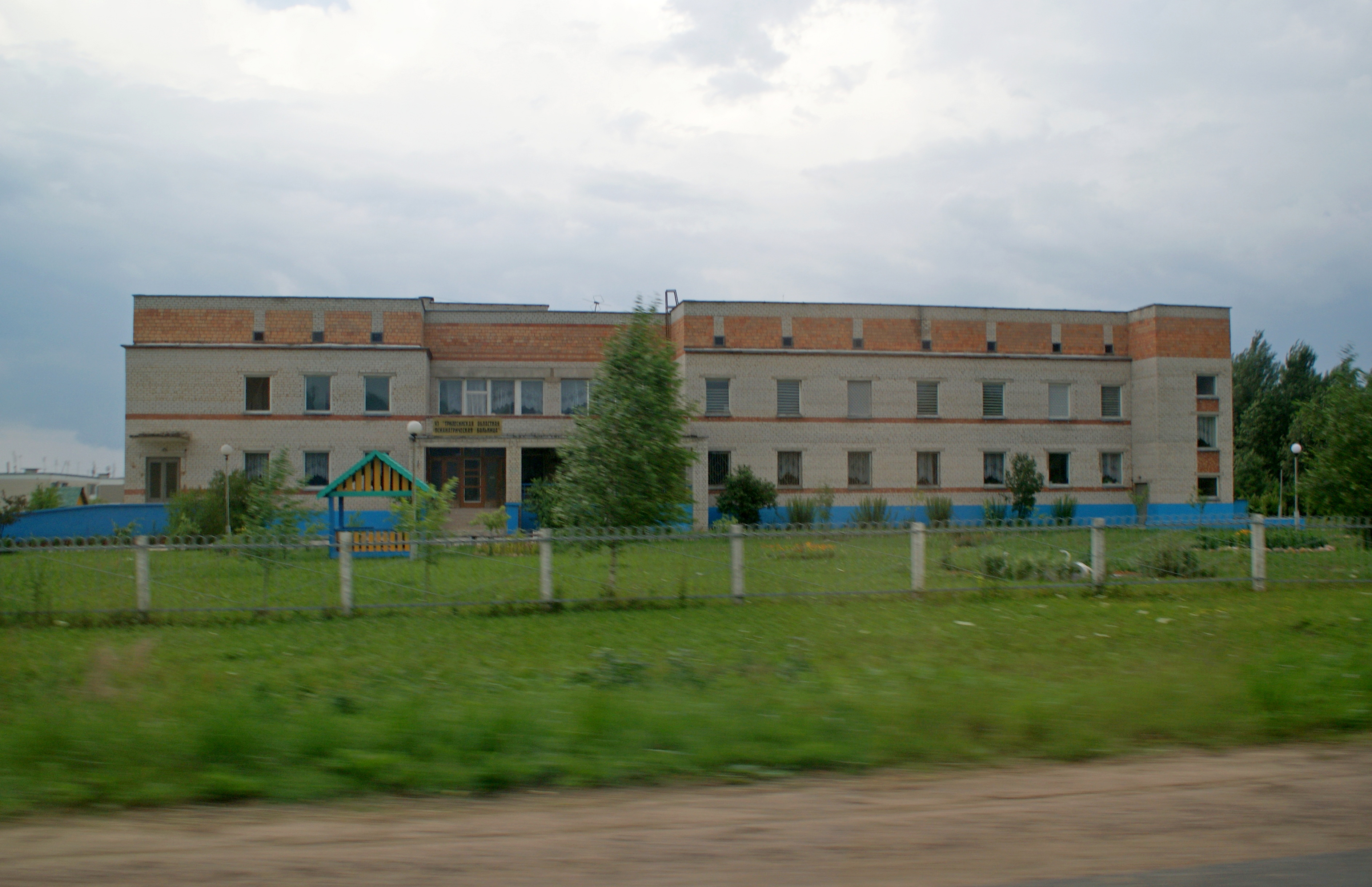
Tryliesina
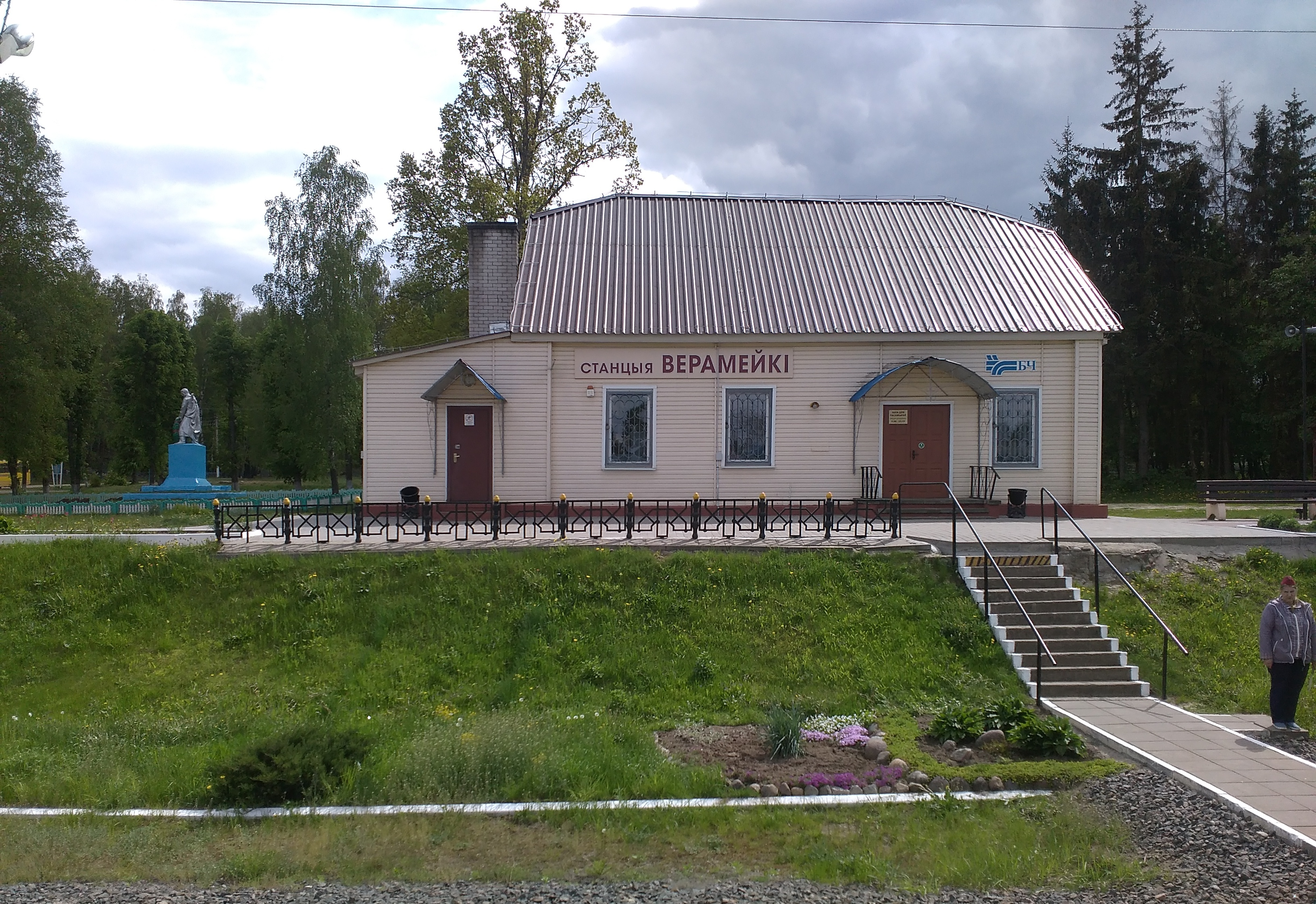
Vieramiejki
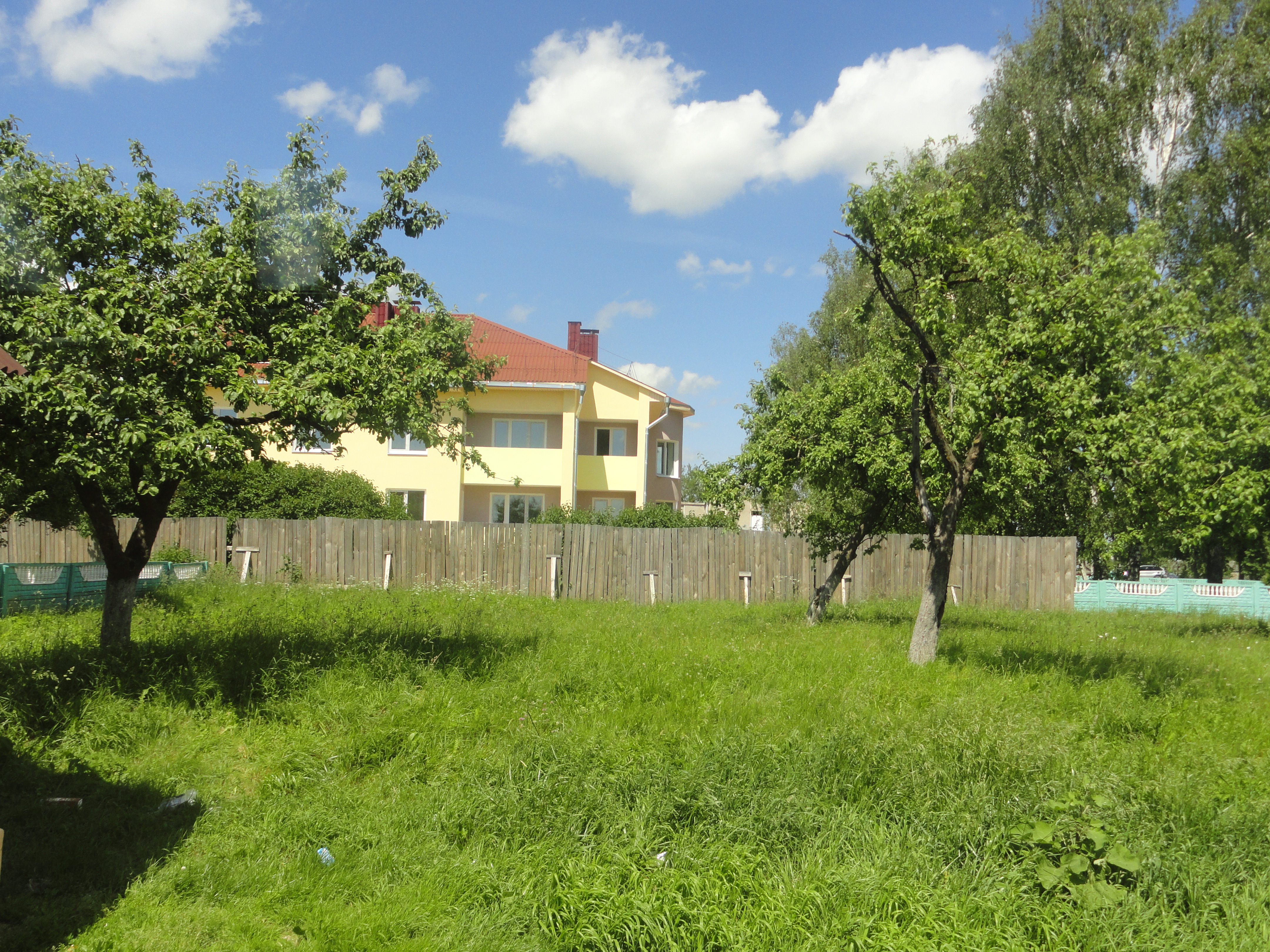
Visjoŭ
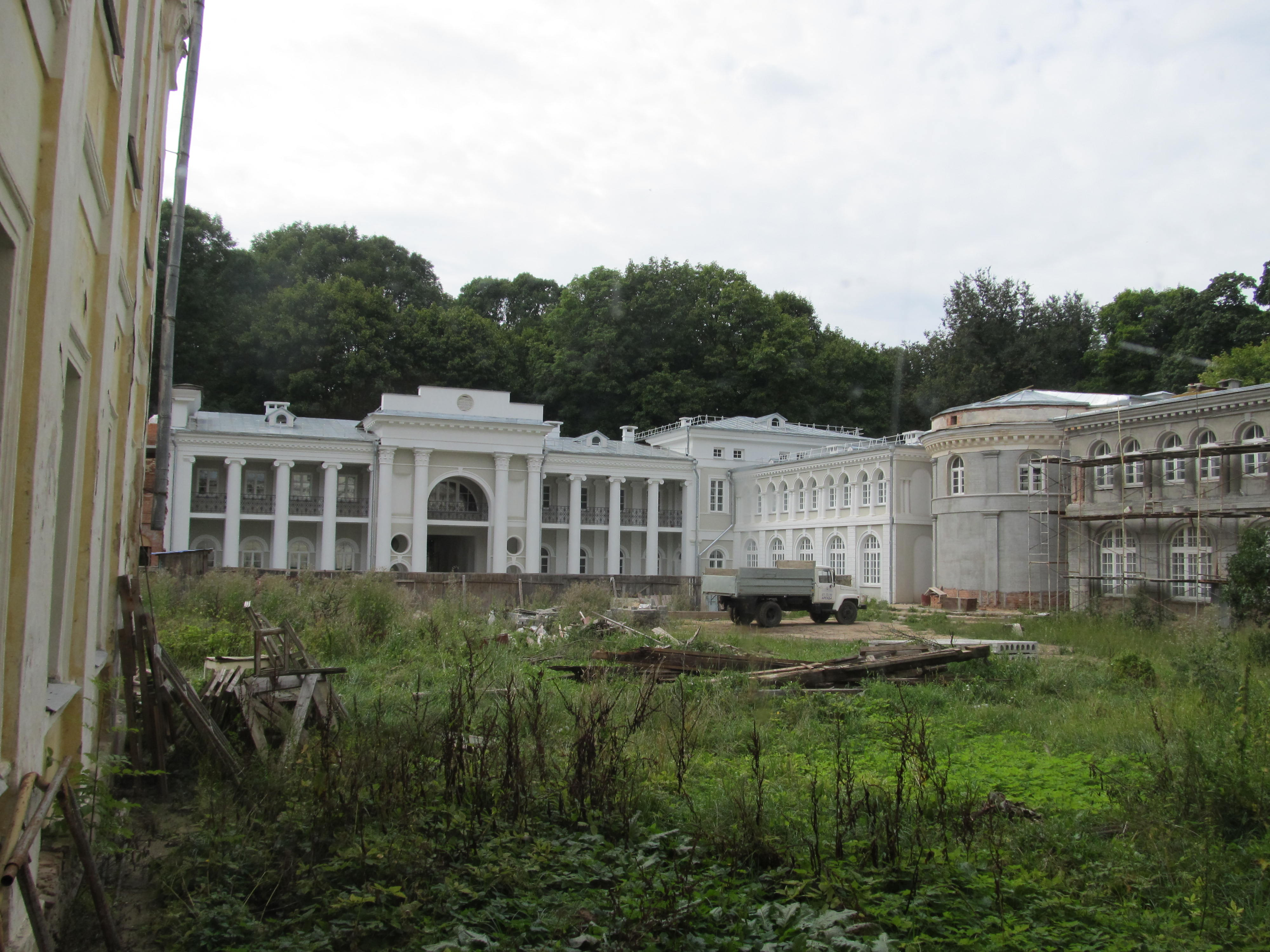
Žyličy